# Roquefort-des-Corbières
Roquefort-des-Corbières é uma comuna francesa na região administrativa de Occitânia, no departamento de Aude. Estende-se por uma área de 45,44 km². Em 2010 a comuna tinha 1 025 habitantes (densidade: 22,6 hab./km²).